# Corps de logis

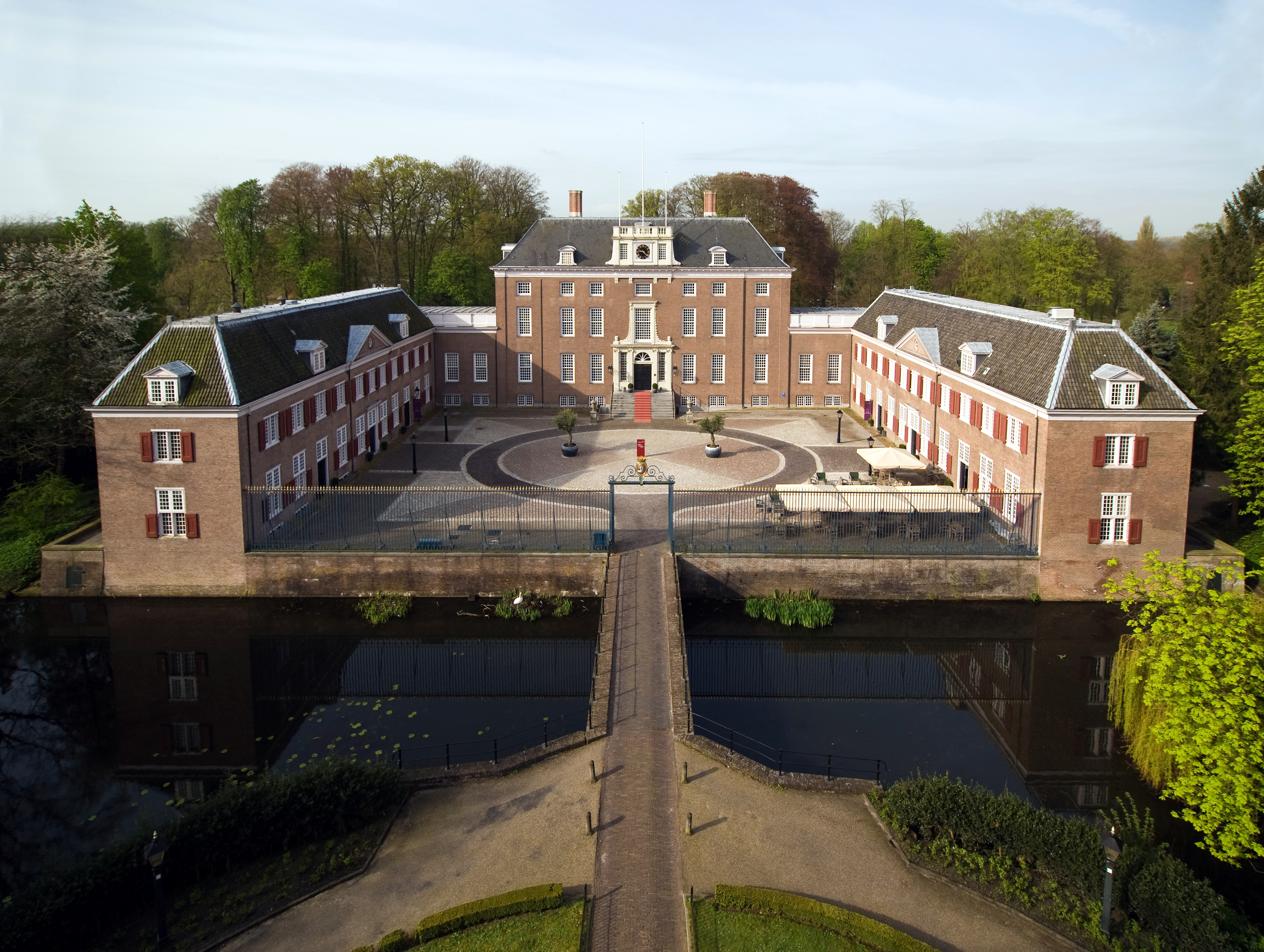
Slot Zeist met het corps de logis en twee flankerende vleugels

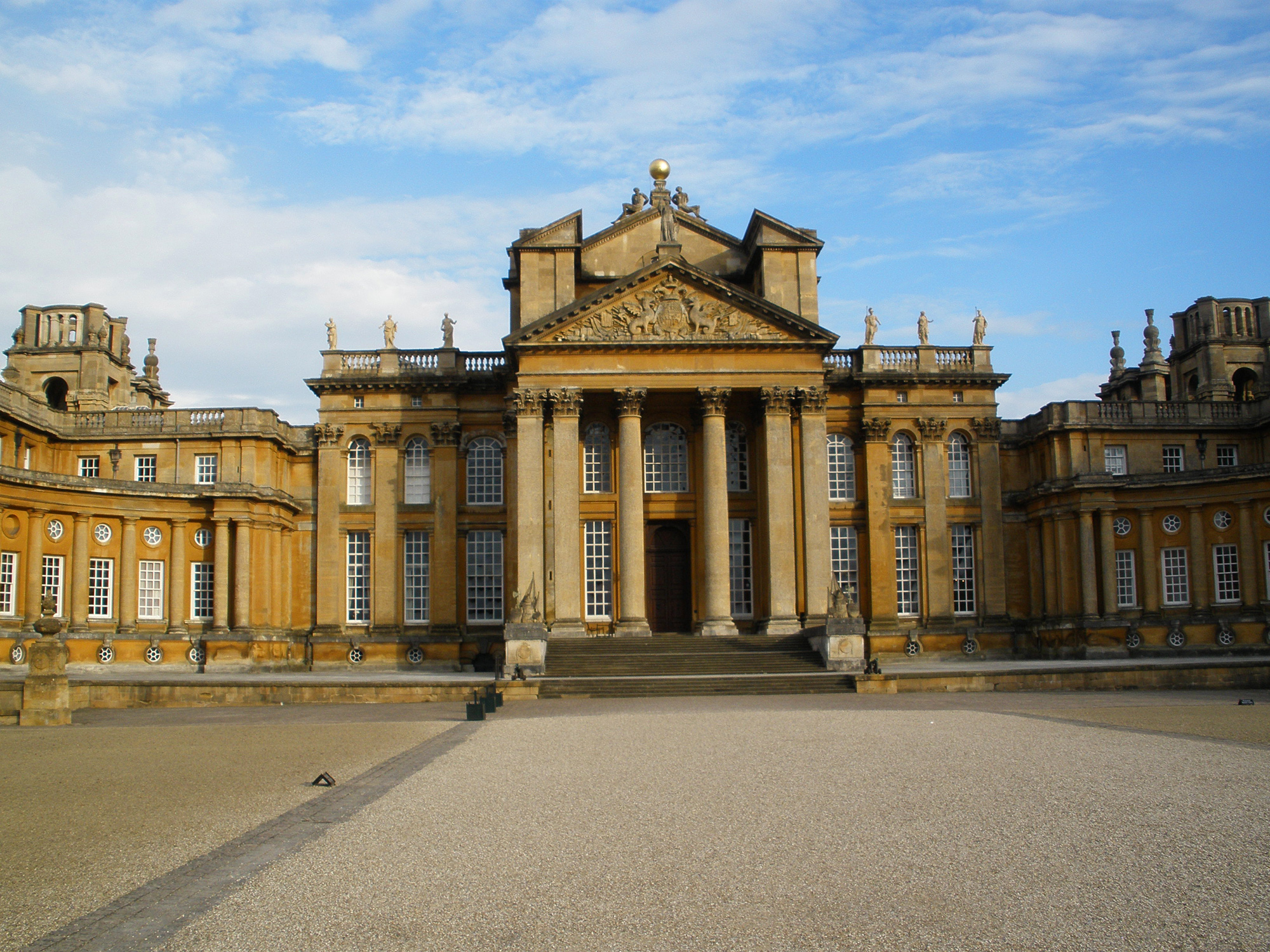
Het corps de logis van Blenheim Palace in Woodstock (Engeland)

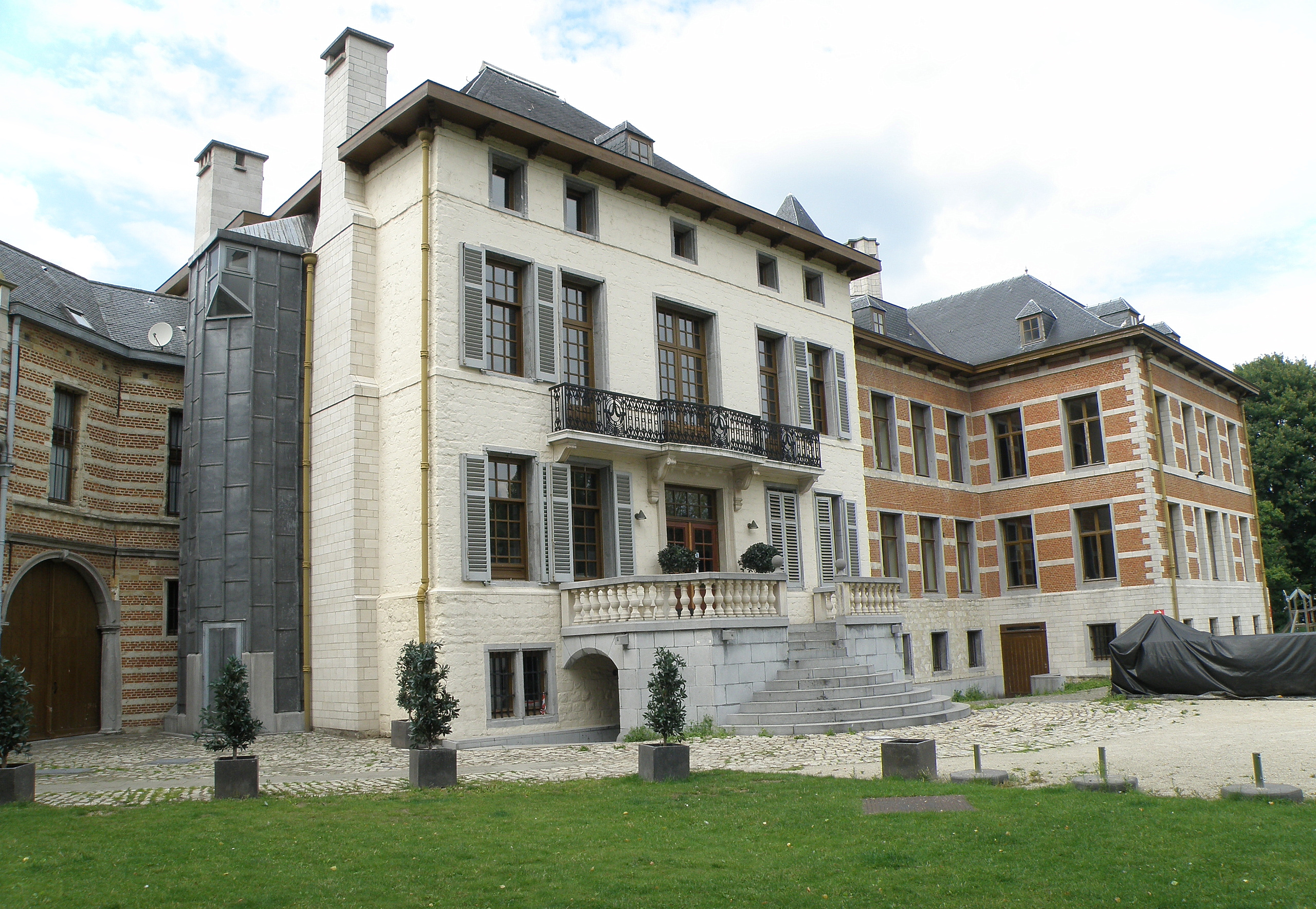
Het corps de logis van het Bisschoppenhof in Deurne (Antwerpen)

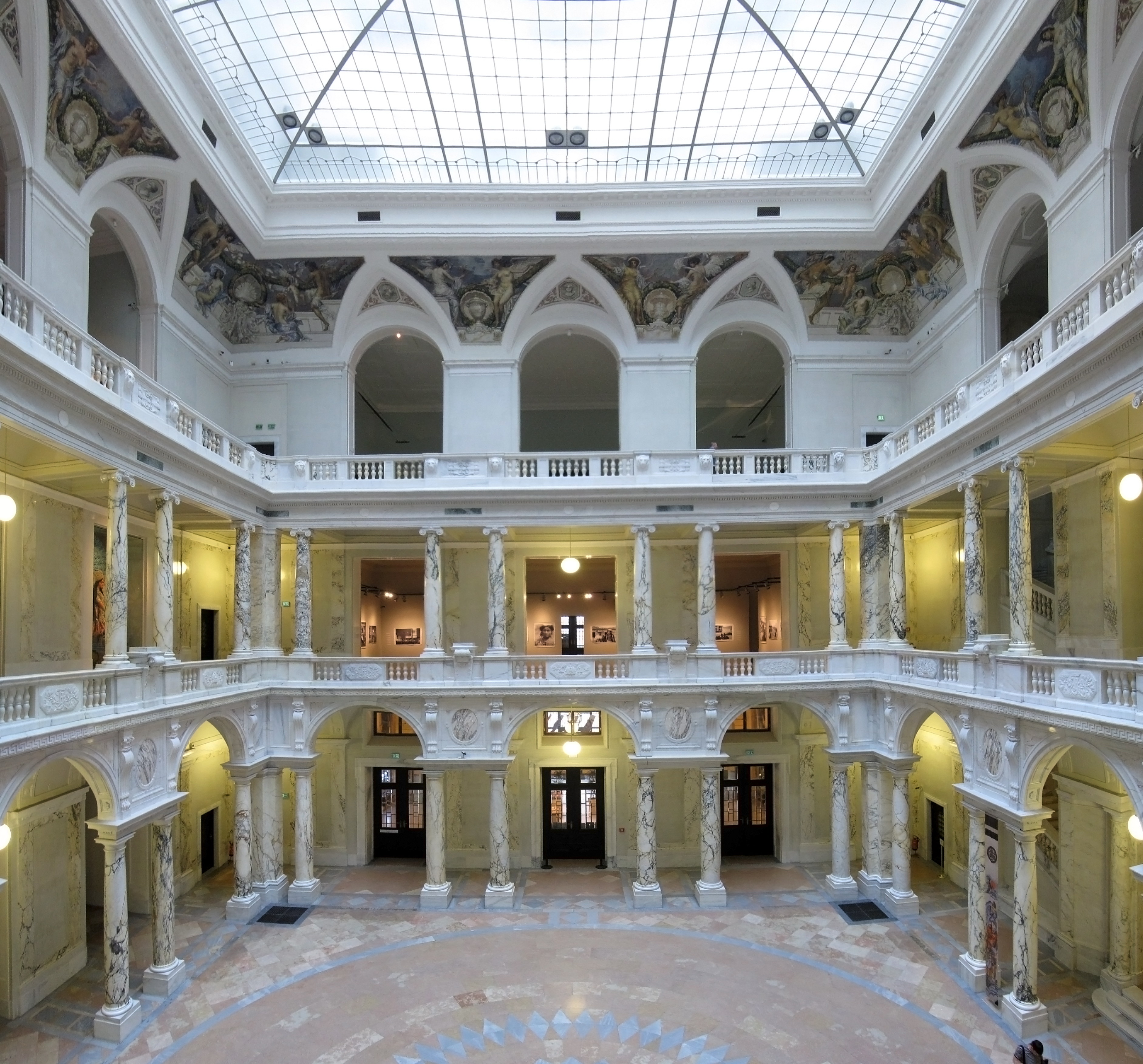
Interieur van het corps de logis van de Hofburg in Wenen

Het corps de logis of corps-de-logis (Frans voor "woongebouw"), ook wel corps principal ("hoofdgebouw") genoemd, is het centrale deel van een groot paleis, landhuis, buitenplaats, stadhuis of ander imposant gebouw in classicistische stijl.
Dit deel van het paleis omvatte de hoofdentree en de belangrijkste zalen en kamers. Hieronder bevonden zich de woonvertrekken en soms een statenkamer of feestzaal, waar officiële ontvangsten plaatsvonden.
Het corps de logis werd vaak geflankeerd door twee symmetrische vleugels, die onder meer de keukens en de vertrekken van het personeel bevatten. Het corps de logis was hoger en dieper dan de vleugels. Op de onderste etage, de hoofd- of bel-etage, bevonden zich de voornaamste vertrekken. Voor de entree lag vaak een bordes.
Samen vormden het corps de logis en de twee vleugels een binnenplaats. Dit voorplein werd het cour d'honneur genoemd. Veel paleizen in Europa kopieerden het 17e-eeuwse cour d'honneur van het Paleis van Versailles.
In Frankrijk en Wallonië wordt de term corps de logis ook gebruikt voor het centrale gebouw van een middeleeuws kasteel of landhuis.

## Voorbeelden
Enkele voorbeelden van gebouwen met een corps de logis:

### Nederland
- Paleis Het Loo
- Paleis Soestdijk
- Slot Zeist
- Trompenburgh
- Huis 't Velde
- Kasteel Borgharen
- Kasteel Meerssenhoven
- Kasteel Oost (Valkenburg)

### België
- Paleis op de Koudenberg (in 1731 verwoest)
- Stadhuis van Brugge
- Bisschoppenhof
- Kasteel Duras
- Wijnkasteel Genoels-Elderen
- Kasteel van Modave
- Kasteel Les Waleffes
- Kasteel van Warfusée